# Moraea brachygyne
Moraea brachygyne är en irisväxtart som först beskrevs av Rudolf Schlechter, och fick sitt nu gällande namn av Peter Goldblatt. Moraea brachygyne ingår i släktet Moraea och familjen irisväxter. Inga underarter finns listade i Catalogue of Life.